# Catherine Peichel
Catherine „Katie“ Lynn Peichel (* 19. Februar 1969 in Kalifornien) ist eine US-amerikanische Evolutionsbiologin (Evolutionsgenetik, Evolutionsökologie) an der Universität Bern.

## Leben und Wirken
Peichel erwarb 1991 an der University of California, Berkeley, einen Bachelor in Molekular- und Zellbiologie und 1998 bei Thomas F. Vogt an der Princeton University einen Ph.D. in Genetik. Als Postdoktorandin arbeitete sie bei David Kingsley an der Stanford University. Hier entwickelten beide den dreistachligen Stichling als Modellorganismus für Evolutionsgenetik. Am Fred Hutchinson Cancer Research Center in Seattle leitete Peichel 13 Jahre eine Arbeitsgruppe – verknüpft mit einer Professur (Affiliate Professor) an der University of Washington. 2016 wurde sie auf die Professur für Evolutionsökologie an der Universität Bern berufen.
Peichel und Mitarbeiter konnten wesentliche Beiträge zur Evolutionsbiologie leisten, darunter zu den Fragen, wie sich Geschlechtschromosomen entwickeln und was die genetische Grundlage einer Evolution des Verhaltens oder von Adaptation und Speziation ist.
Peichel ist Co-Autorin des Lehrbuchs Introduction to Genetic Analysis. Sie hat laut Google Scholar einen h-Index von 57, laut Datenbank Scopus einen von 48 (jeweils Stand März 2025).

## Auszeichnungen (Auswahl)
- 2013 Guggenheim-Stipendium[3]
- 2015 Präsidentin der American Genetic Association[4]
- 2020 Mitglied der American Academy of Arts and Sciences[5][6]
- 2023 Mitglied der National Academy of Sciences[7]